# Кагальник (село)
Кагальни́к — село в Азовском районе Ростовской области России. Административный центр Кагальницкого сельского поселения.

## География
Расположено в 8 км (по дорогам) западнее районного центра — города Азова. Село находится в дельте Дона, около устья реки Кагальник, на её правом берегу.

### Улицы
| - пер. Восточный, - пер. К. Маркса, - пер. Луговой, - пер. Степной, - пер. Рыбацкий, - ул. Азовская, - ул. Береговая, - ул. Волгодонская, - ул. Дачная, - ул. Дзержинского, - ул. Замостье, - ул. Калинина, - ул. Куйбышева, - ул. Крупской, - ул. Кооперативная, - ул. Красноармейская, - ул. Кирова, - ул. Лермонтова, - ул. Ленина, - ул. Ломоносова, | - ул. Литвинова, - ул. М.Горького, - ул. Мостовой Спуск, - ул. Мира, - ул. Новаторов, - ул. Октябрьская, - ул. Пролетарская, - ул. Пушкина, - ул. Российская, - ул. Ростовская, - ул. Садовая, - ул. Свободы, - ул. Советская, - ул. Сторожакова, - ул. Строительная, - ул. Тельмана, - ул. Чехова, - ул. Школьная, - ул. Энергетиков, - ул. Энгельса. |

### Микрорайоны
Старинные названия районов Кагальника звучат так:
- Беззадивка,
- Глинища,
- Замостье,
- Короста,
- Кошачий городок,
- Миллионовка,
- Мотня,
- Пеньки,
- Черепашье,
- Каменка,
- Тягун,
- Духовна,
- Великие Калыги,
- Малые Калыги.

## История
Первым по времени документом, содержащим перечень донских казачьих поселений и одновременно их очень краткую характеристику, в которой упоминается казачий городок Кагалник (Кагальник) является русская «Роспись от Воронежа Доном — рекою до Азова, до Черного моря сколько верст и казачьих городков и сколько по Дону всех казаков, кои живут в городкех», которая ростовским историком Королёвым В. Н. датируется предположительно 1593 годом: Донские казачьи городки. В. Н. Королёв.
24 ноября 1782 года Новоростовское духовное Правление сообщило преосвященному Никифору, что в слободе Усть-Кагальницкой Азовской крепости Таганрогского уезда Покровская церковь построена и снабжена утварью, облачением, книгами и иконами и подготовлена к освящению. Поэтому Правление просило преосвященного Никифора выдать благословительную грамоту на освящение этой церкви и освященный антиминс (покрывало, лежащее на престоле под евангелием) для проведения здесь богослужения. Разрешение на освящение было получено и 16 января 1787 года грамота и антиминс были выданы. 16 февраля 1783 года Новоростовский протоиерей Иоанн Адреев освятил Покровскую церковь и начал в ней совершать богослужения и священнодействия. (Страницы истории нашего города /Н. Фомичев //Читай. — 1998. — № 38. — С.5.)
Существует по меньшей мере три версии о возникновении станицы. По одной, Кагальник основал в 1669 году Степан Разин, осенью после Каспийского похода. Версия изложена в книге «Россия. Полное географическое описание… Том 14. Крым и Новороссия» под редакцией В. П. Семенова-Тян-Шанского. Однако это утверждение следует отнести к явно ошибочным: Кагальницкий городок, основанный Разиным, находился на правом берегу Дона вблизи станицы Раздорской, где в Дон впадает речка, называемая тоже Кагальник. Этот городок после подавления крестьянского восстания был разрушен, и следов его не найдено поныне. Однако и сегодня встречаются публикации, в которых эта версия воспринимается как достоверная (заметка в газете «Красное Приазовье», 1988, 19 ноября). Между тем, внимательный читатель заметит, что в той же книге на с. 344 без каких-либо комментариев сообщается, что станица Кагальницкая основана в 1760 году.
По другой версии начало станице положили в 1736 году украинцы во главе с Трофимом Королём, поселившиеся здесь тайком для занятия рыбной ловлей. Жили в землянках, от турок скрывались в камышах. И уже в 1750 году у них здесь была своя походная церковь. Эти сведения, впервые изложенные в «Материалах для историко-статистического описания Екатеринославской епархии» (1880), многими признаны как наиболее достоверные. Хотя, возможно, имеет право на существование и версия, связанная с упомянутой выше датой — 1760 год. В том году была упразднена крепость Святой Анны (находившаяся километрах в 12 выше Ростова), её жителям предложено было переселиться в новую крепость Святого Дмитрия Ростовского, но многие из них предпочли перебраться на гирло Свиное, где можно было заниматься рыболовством. Это событие и дало повод считать датой основания села Кагальник 1760 год, но скорее всего, оно явилось лишь этапом в истории населённого пункта: места эти потихоньку обживались и запорожскими, и донскими казаками ещё с XVII века.
Наиболее бурный период своего развития село переживает после русско-турецкой войны 1768—1774 гг., когда в междуречье Кагальника и Еи хлынул поток переселенцев. По распоряжению азовского губернатора В. А. Черткова селениям Койсуги и Кагальник отводилась роль опорных пунктов в распределении этого потока. Станица быстро растёт, на отведённых ему землях возникают поначалу неприметные хутора, превратившиеся со временем в самостоятельные селения: Круглое, Головатовка, Пешково, Кугей, Качеван (см. Береговой), Подазовский, Узяк, Займы (см. Заимо-Обрыв). Станица становится волостным центром, ежегодно в нём проводились весенние и осенние ярмарки.
Первая церковь — Покровская — была деревянной, построена в 1783 году; в 1789 году сгорела, восстановлена в следующем, 1790 году, а освящена в феврале 1791 года. В 1842 году вместо деревянной построена кирпичная, на каменном цоколе. В 1863 году в селе была сооружена ещё одна церковь — Троицкая, деревянная, на каменном фундаменте.
Существует легенда о несметных сокровищах, якобы захороненных вблизи села Кагальник в середине XVIII века в одном из курганов запорожским, кошевым атаманом Петром Калнишевским.
Станица названа по речке Кагальник; само это слово, возможно, восходит к огузо-половецкому «когалы» — «поросшая осокой, кугой».
В материалах, собранных в 1905 году Х. И. Поповым, сохранилась запись кагальницкого старосты Канивца о том, что селение Кагальник, по слухам, «получило название своё от слова „Кагаль“, будто бы на этом самом месте… было турецкое поселение Когаль».

КАГАЛЬНИК:
1. красная лоза, которую садят для закрепления песков;
2. две небольшие речки, левые притоки Дона;
3. прежнее название Кагальницкой станицы или городка, где проживала семья Степана Разина и где он сам был взят сторонниками Москвы;
4. большое село в устье Дона, около 7 км от Азова.

Источник: «Казачий справочник», Кливленд Охайо, США, 1966 год.

В XIX — начале XX веков — слобода Ростовского округа Земли Войска Донского, с 1870 — Области Войска Донского.

### Легенды
Существует легенда о несметных сокровищах, якобы захороненных вблизи с. Кагальник в середине XVIII века в одном из курганов запорожским кошевым атаманом Петром Калнышевским.

### Кагальник и евреи
В 1910 году в Кагальнике проживало 36 евреев, в 1939 — 1 еврей. В 1910 в Кагальнике имелось еврейское кладбище.

### Интересный факт
В Интернете встречается населённый пункт Качальник, не существовавший и ошибочно используемый вместо правильного имени Кагальник. Река с таким именем — тоже ошибка.

## Население
По переписи населения 1979 года в селе проживало: 7025 человек, из них 3185 — мужчины и 3840 — женщины.
| 1959 | 1979  | 1989  | 2002  | 2010  | 2021  |
| ---- | ----- | ----- | ----- | ----- | ----- |
| 5556 | ↗7025 | ↗7189 | ↗7951 | ↗8116 | ↗9177 |

Национальный состав
Согласно результатам переписи 2002 года, в национальной структуре населения русские составляли 96 %.

## Достопримечательности
- Музей казачества, этнографии и культуры Приазовья
- Церковь Покрова Пресвятой Богородицы

## Известные люди
В селе родились:
- Бурлуцкий, Павел Иванович — Герой Советского Союза,
- Зинченко, Борис Алексеевич — Герой Социалистического Труда,
- Сторожаков, Алексей Николаевич — Герой Советского Союза.
- Батехин, Леонид Лукич — генерал-полковник авиации

## Организации
В станице расположена береговая научно-экспедиционная база «Кагальник» ЮНЦ РАН (ул. Береговая, 58а).